# ATC-code N
ATC-code N betreft een hoofdgroep van het Anatomisch Therapeutisch Chemisch Classificatiesysteem en wel middelen die inwerken op het zenuwstelsel.
De hoofdgroep bevat de volgende therapeutische subgroepen:
N01 - Anesthetica
N02 - Pijnstillers
N03 - Anti-epileptica
N04 - Anti-parkinson middelen.
N05 - Neuroleptica
N06 - Psychoanaleptica
N07 - Andere middelen die op het zenuwstelsel ingrijpen.